# Чудо (филм из 2009)
"Чудо" је филм Александра Прошкина, учесника у конкурентном програму 31. Московског међународног филмског фестивала, где је добио посебну награду за режију "Сребрни Георгије" и друге награде. Филм је објављен у дистрибуцији филма 12. новембра 2009. Заплет филма заснован је на причи о окамењеној девојци по имену Зоа.

## Заплет
1956. у истој кући у граду Гречанск, живи мајка са ћерком Татианом. Обоје не верују у Бога, али у углу на полици су иконе које су наслеђене од баке. Кћерка је прилично безобразног карактера, а мајка је по природи оштра, мирна и ташта. Када Татиана тражи од мајке да изнесе иконе из куће, она се слаже. Само икона светог Николе Чудотворца остаје у кући, јер је вољена ћерка која се помиње у преласку на почетку филма, носи име Николија. Следећег дана, ујутро, голуб се залети у затворени прозор и, разбија чаше, остављене на столу. Мајка открива из књиге о знаковима да је пад мртве птице знак да ће се нешто страшно догодити.
Татијана има рођендан, у вечерњим сатима долазе код ње. Мајка је приморана да остане на улици, како не би ометала забаву. Млади плешу у паровима, а Татијана чини ужасни грех богохуљења - узима са полице икону Светог Николе и почиње да плеше са њом у рукама. Одједном уплашени гости вичу и излазе из куће, али Татијана није међу њима.
Десило се да се током плеса Татијана изненада смрзнула на месту, чини се да је њено тело окамењено и при покушају да разбију лед, алати се киме. У исто време, девојка има знакове живота, на пример, слабо дисање. Амбулантна кола хитне помочи стижу али јој не могу помоћи. У близини куће поставили су полицијско обезбеђење.
Николај, репортер регионалних новина Волзскаја Правда, убрзо пре ових догађаја посетио је Гречанск. Има жену и још неколико љубавница са стране, укључујући Татијану. Николај је поново послат у Гречанск, где локални градоначелник уместо Татијане покушава да му подметне другу девојку је наводно то прошла и сада се осећа нормално. Николај схвата да је преварен. Налази праву Татијану, са иконом у рукама и пише чланак о њој, покушавајући да објасни "стање" девојке од материјалистичких положаја, користећи знања из медицинске енциклопедије. Међутим, уредникновина не допушта чланак, након чега Николај престаје са радом.
Тада председник Хрушчов долази у Гречанск, јер је жели да се лично позабави овим "чудом". Видећи девојку која је у том тренутку стајала 128 дана, наређује да се преузме икона од ње. Монах - син локалног свештеника се помолио након чега се девојка враћа у живот, а Хрушчов се враћа у Москву.
Татијана, у пратњи полицајаца, одлази у болницу на испитивање, где се утвршује да је физички здрава. Сумњајући се ради о завери против совјетског режима, почињу да је испитују случај Кондрашов и полицајац Мајор Першин. Она не реагује на оптужбе и понаша се равнодушно. Да би је застрашили, Кондрашов наређује да Татијану пошаљу међу мушке затворенике у ћелију, али на крају се сами затвореници уплаше када сазнају да је то иста Татијана, о којој се шире гласине.
Након инцидента, Татијана се сматра лудом и смешта у локалну психијатријску болницу. У последњим кадровима њена коса је одсечена, а у том тренутку њену пажњу привлачи голуб на прозору. Она окреће главу према прозору и осмехује се.

## Улоге
- Марија Бурова - Татијана Скрипникова
- Сергеј Маковетски - Кондрашов, комесар за питања религија
- Константин Кхабенски - Николај Артемиев, новинар
- Полина Кутепова - Наташа, Супруга Артемиева
- Алекандер Потапов - Никита Сергејевич Хрушчов
- Виктор Схамиров - отац Андреј, свештеник
- Виталиј Кишченко - Першин, полицајац
- Олга Лапшина - Клаудиа Ивановна
- Зураб Кипшидзе - Алберт Вакхтангович
- Дима Опанасенко - Саша Голубтсов
- Виашеслав Батраков - Ујак Антип
- Наталија Гандзиук - Супруга оца Андреја
- Камил Тукаев - Валериан Григориевич
- Владимир Кабалин - Столарија
- Ана Уколова - Галиа
- Тимофел Трифучес - Пасхка
- Сергеј Новиков - епископ
- Дариа Румиантсева - Фалсе Ветаиана

## Филмска група
- Сценарио: Иури Арабав[3]
- Директор фотографије: Александар Прошкин
- Извођач: Екатерина Татарскаиа
- Оператори хирургије: Генадиј Кариук, Алекандер Кариук

## Снимање
Значајан део снимања филма одржан је у предграђима Туле - село планине Косаи. За снимање филма, саграђена је кућа, слична оној у којој се догодила ова прича (Г. Куибишев, 84 Чкалова, ул.).
Пуцњава се такође догодила на станици, у полицијском одељењу Иасногорск-а, у штампаринској кући Заок, у згради Тулаугугу и у Тулиској кући официра, где, према плацу, Хрушчов живи. Најновији планови филма чувају се у Музеју Јаснаиа Полиана.

## Награде
- МКФ у Москви - посебна награда жирија "Сребрни Георгије".
- 15 Међународни филмски фестивал људских права "СТАЛКЕР" у Москви - награда СТАЛКЕР за најбољи феномен. Међународна добротворна филмска фестивала "Радиант Ангел" у Москви је посебна награда жирија.